# 明达镇
明达镇，是中华人民共和国重庆市梁平区下辖的一个乡镇级行政单位。

## 行政区划
明达镇下辖以下地区：
明达街道社区、明达村、福来村、坪山村、红八村、字库村、朝阳村、长久村、新益村、天台村和龙马村。